# Gnophos albidior
Gnophos albidior är en fjärilsart som beskrevs av George Francis Hampson 1895. Gnophos albidior ingår i släktet Gnophos och familjen mätare. Inga underarter finns listade i Catalogue of Life.